# Cale Fleury
Cale Fleury, född 19 november 1998, är en kanadensisk professionell ishockeyback som spelar för Seattle Kraken i NHL.
Han har tidigare spelat på NHL-nivå för Montreal Canadiens och på lägre nivåer för Rocket de Laval i American Hockey League (AHL) och Kootenay Ice och Regina Pats i Western Hockey League (WHL).
Fleury draftades av Montreal Canadiens i tredje rundan i 2017 års draft som 87:e spelare totalt.

## Privatliv
Cale Fleury är yngre bror till ishockeybacken Haydn Fleury som också spelar för Seattle Kraken i NHL.

## Statistik
| 2011–2012  | Estevan Bruins     | SAAHL      | 23  | 2  | 10 | 12  | 22  | 2  | 0 | 0 | 0 | 0  |
| 2012–2013  | Notre Dame Hounds  | SMAAAHL    | 26  | 4  | 12 | 16  | 6   | 6  | 1 | 1 | 2 | 10 |
| 2013–2014  | Notre Dame Hounds  | SMAAAHL    | 44  | 7  | 22 | 29  | 50  | —  | — | — | — | —  |
| 2014–2015  | Kootenay Ice       | WHL        | 70  | 1  | 12 | 13  | 8   | 7  | 0 | 1 | 1 | 0  |
| 2015–2016  | Kootenay Ice       | WHL        | 61  | 8  | 17 | 25  | 45  | —  | — | — | — | —  |
| 2016–2017  | Kootenay Ice       | WHL        | 70  | 11 | 27 | 38  | 67  | —  | — | — | — | —  |
| 2017–2018  | Kootenay Ice       | WHL        | 17  | 6  | 4  | 10  | 17  | —  | — | — | — | —  |
|            | Regina Pats        | WHL        | 51  | 6  | 35 | 41  | 41  | 7  | 0 | 4 | 4 | 4  |
| 2018–2019  | Rocket de Laval    | AHL        | 60  | 9  | 14 | 23  | 23  | —  | — | — | — | —  |
| 2019–2020  | Montreal Canadiens | NHL        | 1   | 0  | 0  | 0   | 0   | —  | — | — | — | —  |
| NHL totalt | NHL totalt         | NHL totalt | 1   | 0  | 0  | 0   | 0   | —  | — | — | — | —  |
| WHL totalt | WHL totalt         | WHL totalt | 269 | 32 | 95 | 127 | 178 | 14 | 0 | 5 | 5 | 4  |